# Tipula eggeriana
Tipula eggeriana är en tvåvingeart som beskrevs av Alexander 1971. Tipula eggeriana ingår i släktet Tipula och familjen storharkrankar. Inga underarter finns listade i Catalogue of Life.